# Black Scorpion
Pour plus de détails, voir Fiche technique et Distribution.
Black Scorpion est un téléfilm américain réalisé par Jonathan Winfrey diffusé le 22 août 1995  à la télévision sur Showtime.

Il a été produit par Roger Corman. 

## Synopsis
A la suite de l'assassinat de son père, un policier, le détective Darcy Walker devient une vigilante sous le pseudonyme de Black Scorpion. Elle garde son identité secrète pour son partenaire Michael Russo. Elle est aidée par Argyle, une experte en technologie de pointe et voleuse de voitures à la retraite.

## Fiche technique
- Titre original : Black Scorpion
- Titre alternatif :
- Titre français : Le Scorpion Noir
- Réalisation : Jonathan Winfrey
- Scénario : Craig J. Nevius d'après une idée de Roger Corman
- Direction artistique : Aaron Mays
- Création des décors : Eric Kahn Nava
- Montage : Gwyneth Gibby et Thomas Petersen
- Directeur de la photographie : Geoffrey George
- Distribution : Jan Glaser
- Musique : Kevin Kiner
- Création des costumes et des maquillages : Michael Burnett
- Effets spéciaux visuels : Perry Harovas
- Producteur : Mike Elliott
- Producteurs exécutifs : Roger Corman et Lance H. Robbins
- Compagnies de production : Concorde New Horizons - Showtime Networks
- Compagnie de distribution : Concorde Pictures
- Pays d'origine :  États-Unis
- Langue : Anglais Mono
- Format : Couleurs - 35 mm - Son mono - 1.33 Plein écran
- Genre : fantastique, action
- Durée : 90 minutes
- Dates de sortie :

États-Unis : 22 août 1995 (télévision)

## Distribution
- Joan Severance : Darcy Walker / Black Scorpion
- Bruce Abbott : Michael Russo
- Stephen Lee : Capitaine Strickland
- Casey Siemaszko : Docteur Goddard
- Ashley Peldon : Darcy enfant
- Rick Rossovich : Stan Walker
- Michael Wiseman : Hacksaw
- Bradford Tatum : Razor
- Terri J. Vaughn : Tender Lovin' Veronica
- Darryl M. Bell : E-Z Street
- Garrett Morris : Argyle Sims
- John Sanderford : Aldridge
- Paula Trickey : Leslie Vance
- Ed Gilbert : Breathtaker
- Anita Hart : Scary Mary
- Rodman Flender : Hank
- Matt Roe : Le maire Artie Worth

## Commentaires
- Le film a fait l'objet d'une suite deux ans plus tard, intitulée : Black Scorpion 2: Aftershock avec le même casting.
- Le personnage a eu droit à une série télévisée en 2001 intitulée Black Scorpion avec une actrice différente.

## Sortie DVD
- États-Unis :

Le film a fait l'objet d'une sortie sur le support DVD.
- Black Scorpion (DVD-9 Keep Case) sorti le 23 janvier 2001 édité par New Concorde et distribué par Buena Vista Home Entertainment. Le ratio image est en 1.33:1 plein écran 4:3. L'audio est en Anglais 2.0 mono. La durée du film est de 90 minutes. En suppléments une interview de l'actrice principale ainsi que son commentaire audio du film et les biographies des acteurs. Il s'agit d'une édition Zone 1 NTSC. ASIN B000053VBV